# Marie Epstein
Marie Epstein, właśc. Maria Antonina Epstein (ur. 14 sierpnia 1899 w Warszawie, zm. 24 kwietnia 1995 w Paryżu) – francuska
reżyserka, scenarzystka i archiwistka filmowa pochodzenia polskiego. Jedna z założycieli Cinémathèque française. Siostra reżysera Jeana Epsteina.

## Życiorys
Maria Epstein urodziła się w rodzinie spolonizowanych Żydów. Jej ojciec, Juliusz Eugeniusz Epstein, walczył po stronie Francji w wojnie francusko-pruskiej, a po powrocie do Polski pokierował fabryką papieru w Soczewce. Matka Marii, Helena Rompel, była córką polskiego cieśli. W 1907 roku, po śmierci ojca, Maria wyjechała wraz z matką i bratem do Fryburgu w Szwajcarii, gdzie zamieszkała w katolickim internacie żeńskim. Wakacje spędzała razem z rodziną w Fontainebleau. W roku 1915 przeprowadziła się z matką i bratem do Lyonu.
W latach 20. Epstein była jedną z niewielu kobiet wśród francuskich reżyserów filmowych. Na początku swojej kariery nawiązała kontakt z reżyserem filmów dokumentalnych, Jeanem Benoît-Lévym. Dzięki jej poleceniu jej brat Jean Epstein mógł w 1922 roku razem z Benoît-Lévym zrealizować swój debiut, film Pasteur. Marie Epstein od tego momentu pisała scenariusze dla filmów Jeana, wliczając w to: Wierne serce (1923), Plakat (1924), Podwójna miłość (1925) i Sześć i pół na jedenaście (1926). Grała w nich również drugoplanowe role. Jej kariera na dobre rozwinęła się dopiero w latach 30., gdy zaczęła bliżej współpracować z Jeanem Benoît-Lévym – produkowali razem filmy, a Epstein pisała scenariusze. Ich największym wspólnym sukcesem był La Maternelle (1932), dystrybuowany w wielu krajach dramat społeczny, przedstawiający historię porzuconej dziewczynki mieszkającej w domu opieki .
W 1936 roku Marie i Jean Epstein pomogli Henriemu Langlois i Georges’owi Franju przy gromadzeniu kopii filmów w nowo powstałym archiwum Cinémathèque française. W roku 1940 rodzeństwo Epstein zostało odsunięte od realizowania filmów, częściowo ze względu na zaangażowanie polityczne – wspierali bowiem Francuską Sekcję Międzynarodówki Robotniczej. Dzięki wstawiennictwie aktorki Orane Demazis uniknęli zsyłki do obozu koncentracyjnego . Po śmierci brata w 1953 roku Marie zrezygnowała z realizowania filmów i na stałe zatrudniła się w Cinémathèque française, zajmując się archiwizacją i konserwacją zgromadzonych tam materiałów. Realizowała program przenoszenia klasycznych francuskich filmów z latwopalnych taśm celuloidowych na bezpieczne nośniki z octanu celulozy. Wówczas zrekonstruowała m.in. Koło udręki (1921) oraz Napoleona (1925) Abla Gance’a. Pracowała w Cinémathèque do lat 80. Jej asystentką była montażystka Renée Lichtig .

## Filmografia
Współreżyserowane z Jeanem Benoît-Lévym:

- 1925: La destruction des campagnols
- 1926: L’olivier
- 1927: Il était une fois trois amis
- 1927: L’école d’agriculture de Cibeins
- 1929: Âmes d’enfants
- 1929: Peau de pêche
- 1930: L’hyménée des roses ou l’hybridation artificielle
- 1930: Maternité
- 1932: Coeur de Paris
- 1932: L’École Nationale d’Agriculture de Montpellier
- 1933: La maternelle
- 1934: Itto
- 1934: L’agronomie au Maroc
- 1938: Altitude 3.200
- 1939: Le feu de paille
- 1951: La mystérieuse Fatima
- 1951: Quartetto
- 1951: Quatorze juillet: un jour férié
- 1952: Agence matrimoniale
- 1952: Deux maîtres pour un valet
- 1952: French Cancan
- 1952: La noce à Monaco
- 1952: La Ruche
- 1952: Le congrès de la danse
- 1952: Le malade imaginaire
- 1952: Le poignard
- 1952: Nymphes de Versailles
- 1952: Sous les ponts
- 1953: La grande espérance

Jako scenarzystka:
- 1923: Wierne serce
- 1925: Podwójna miłość
- 1927: Sześć i pół na jedenaście
- 1930: Maternité
- 1932: Coeur de Paris
- 1933: La maternelle
- 1936: Hélène
- 1937: La mort du cygne
- 1958: La liberté surveillée